# 阿利安加
阿利安加是巴西伯南布哥州的一个市镇。总面积273平方公里，总人口35235人，人口密度129.1人/平方公里。